# Акбар I Великий
Акбар I Великий, також Абу'л-Фаз Джела́ль-ад-Дін Мухамма́д Акба́р, надалі Акбар Великий (15 жовтня 1542 — 27 жовтня 1605, Агра) — третій падишах (1556—1605) з династії Великих Моголів, онук Бабура, прямий нащадок Тамерлана. Акбар був видатним державним діячем, допитливою, хоч і неграмотною людиною, мав прекрасну пам'ять, був сміливим та здібним воєначальником.

## Життєпис
Акбар був переданий епітету «Великий» через його низку досягнень, включаючи переможні військові звитяги, кардинальні суспільні та світські реформи, які укріпили династію моголів на індійському субконтиненті і розширили їх володіння.

### Родина та дитинство
Нащадок Тамерлана, Акбар, приналежний до династії Великих Моголів, прийшов на світ в часі занепаду його батька, Хумаюна. Тому його дитячі роки тісно переплелися з їхньою родиною: поневіряннями з батьком, та опікунством — братами його батька і супроводжуючи батька в його походах, задля повернення трону Великих Моголів.
Хумаюн, син Бабура, як спадкоємець падишаха-батка, унаслідував титул батька і правив у столиці, але не мав такого впливу на суспілство й армію, що невдовзі почав втрачати території. Пізніше ще й був зраджений своїми трьома братами та змушений був полишити свої землі під тиском афганського воєначальника Шер-Хана Сурі (Sher Shah Suri), який зайняв його місце. Останній завдав нищівної поразки Хумаюну на березі Гангу, що падишах, втративши все своє військо та челядь (службовців та майже весь гарем з жінками), втік на південний захід імперії. Там, в провінції Сінд, він зійшовся з шейхом Алі Акбар Джамі, вчителем перської мови його молодшого брата Гіндала Мірзи. Невдовзі він уже засватав 14-річну Хаміду Бану Бегум, дочку шейха і змушений був перебратися під опіку місцевого індуїстського володаря Рану Прасада.
Через рік, в 1542 році, в Умеркоті, в Сінді (нині провінція Пакистану), народився Абуль-Фатх Джалалуддин Мухаммад Акбард, якого пізніше нарекли Акбаром Великим. Дитинство Акбара було в постійних поневіряннях, оскільки родина Хумаюна уже в 1543 році змушена була перебратися до Кандагару (примирившись з Гіндалом, під його опіку), остерігаючись васалів Шер-Шах Сурі, що намагалися прибрати його головного ворога.
У вотчині свого молодшого брата, Гіндала Мірзи, Хумаюн перебував недовго, побоюючись за своє життя, колишній падишах змушений знову податися в мандри, адже два середущих брати Камран та Аскарі створили коаліцію супроти нього і шукали його, щоби позбавити титулу «падашах». Новим пристанівком йому стала Персія, яка таким чином, помагаючи династичним втікачам, намагалася утримувати вплив на сусідні народності та племена. Але в тривалу подорож-заслання, Хумаюн не взяв свою родину, полишивши дитину і дружин в Кандагарі під опікою Гіндала. Але, коли загони Аскарі-мірзи захопили Кандагар, то ними був ув'язнений Гіндал та перевезений, зі всією сім'єю, до Кабула (вотчини Камрана-мірзи). Таким чином малолітій Акбар (якому було 14 місяців) потрапив на свою дідівщину (місто Бабура — Кабул) разом з матір'ю та сестрою його батька (яка ним опікувалася).
Аскарі-мірза за свого життя мав лише дочку, відтак він змилосердився над кровним дитям, і передав дитину під опіку своєї дружини Султан Бегум. Але вже в 1545 році Хумаюн повернув Кандагар, та ув'язнив брата Аскарі. Ще кілька місяців Акбар виховувався тіткою Султан Бегум в Кабулі, поки його батько не здобув вотчину свого батька і воз'єднався зі своїм сином. Впродовж майже десятиліття Кабул переходив з рук в руки: від падишаха Хумаюна, до деспотичного мірзи Камрана. В одній із тих битв загинув їхній молодший брат Гіндал (який був на стороні падишаха). В знак вшанування рідного брата, Хумаюн засватав його єдину дочку, Рукайю Султан Бегум, зі своїм первістком, коли обом було по 9 років.
У 1555 він разом зі своїм батьком Хумаюном переїхав, повернувся в Делі, який перетворився на центр літературного та художнього відродження.

### Сходження на трон
У 1556 Хумаюн помер, і Акбар у віці 14 років став правителем. Через чотири роки він вигнав регента Байрам-хана і, потім поваливши впливового Адхам-хана, придушивши кілька заколотів (зокрема Баз Бахадура в Мальві), у тому числі за участю свого брата Хакіма в 1579, розпочав розширення кордонів успадкованої імперії. Тут йому допоміг раджпутський клан Качваха, що перейшов на бік падишаха.
Акбар об'єднав Раджпутану, Гуджарат, Бенгалію, Гондвану і Кашмір. Основна частина його тривалого правління була присвячена тому, щоб підпорядкувати непокірних правителів Північної Індії і встановити в країні міцний мир. На першому етапі вимушений був тривалий час протистояти раджпутам, серед яких найзначущими були Пратап Сінґх та Дургаваті.
Акбар навів порядок у збиранні податків, та, як і його дід Бабур, сприяв розвитку торгівлі.
Державною мовою Могольської імперії (не плутати з «монголами») була гінді. У 1574, завершивши переважно територіальне формування держави, Акбар розпочав проведення внутрішніх реформ. Акбар зарекомендував себе як покровитель наук і мистецтв, зібрав навколо свого престолу найкращих учених, поетів, музикантів і художників. Його найближчий сподвижник, візир Абу-л-Фазл, був різнобічно освіченою людиною, розмовляв багатьма мовами і залишив записи про правління Акбара. У період правління Акбара була створена школа живопису, зібрана багатюща бібліотека, яка налічує понад 24 тисяч томів. У 1569 поблизу Агри почалося будівництво нової столиці Фатехпур-Сікрі («міста Перемоги»).
Діставши в спадщину невелику територію навколо Делі, Акбар розширив свої володіння за рахунок завоювання ряду князівств Північної Індії. Династичними шлюбами Акбар зміцнив свої зв'язки з раджпутськими князівствами, а кіннота раджпутів стала основою його війська. 1574 року він спробував скасувати систему джаґірів та замінити земельні наділи зарплатнею зі скарбниці, а збір податків передати державним чиновникам. Ця спроба Акбара викликала опір військової знаті й зазнала невдачі. Невдоволені реформами Акбара феодали Бенгалії та Біхару здійняли повстання (з одночасним заколотом його зведеного брата Мірзи Мухаммада Хакіма) проти «правителя-віровідступника» (1580—1582), яке було придушене з великими труднощами. На відміну від своїх попередників Акбар старався досягти згоди між своїми підданими незалежно від релігії та заручитися підтримкою основної маси населення — індусів, яких він широко просував на провідні державні посади.
Акбар виявляв великий інтерес до релігій, включаючи християнство, про яке йому розповідали Клаудіо Аквавіва, Антоні де Монсеррат і інші католицькі місіонери. Він однаково доброзичливо відносився до всіх своїх підданих, дозволив вільне віросповідання всіх релігій.
З 1582 Акбар намагався затвердити в країні нове містичне віровчення, яке назвав дин-і іллахі («божественна віра»), розроблене разом з Абу-л-Фазлом. Це вчення було поєднанням елементів індуїзму, зороастризму, ісламу і почасти християнства. Акбар говорив: «Лише та віра істинна, яку схвалює розум» і «Багато дурних шанувальників традицій беруть звичай предків за визначення розуму і тим самим прирікають себе на вічну ганьбу». Втім лише найближчі стали адептами нової віри, зокрема Бірбал, Хан-е-ханан, Файзі.
У 1580-82 роках спалахнуло повстання великих феодалів проти запроваджених Акбаром релігійних реформ. Як підсумок боротьби звучать слова Акбара: «Щасливий, бо міг докладати в житті священне Вчення, міг дати достаток народу і був відтінений великими ворогами».
Також Акбар ввів нову релігію «дін-і ілахі» (божу віру), що була еклектичною сумішшю з вірувань та обрядів запозичених з ісламу, індуїзму, парсизму та джайнізму. Головою нової релігії став сам Абар який таким чином поєднував в собі світську та релігійну владу. За його життя послідовники нової релігії мали підтримку правителя, але після його смерті перетворилися на невелику секту.
Епоха акбарового правління докладно описана його радником та хроністом Абу-л-Фазлом.
Останні роки його життя були затьмарені придворними інтригами й змовницькою діяльністю сина Саліма. Помер Акбар у 1605 році, престол успадкував Салім під ім'ям Джахангира.

## Реформи

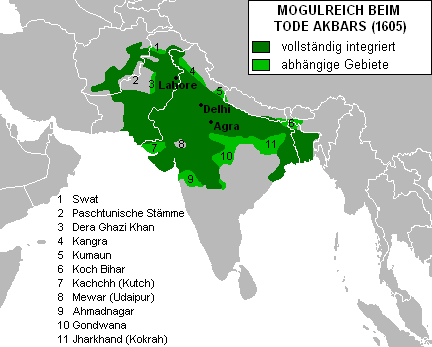
Могольська імперія при Акбарі I

Метою реформ було створення централізованої держави на основі справедливого і рівного ставлення до всіх народів, які її населяли. У першу чергу він посилив контроль за армією, провів новий адміністративний поділ держави, разом зі своїм головним фінансистом Тодар Малом встановив єдину систему оподаткування. Податкова реформа мала у своїй основі найсуворіший облік, що не дозволяє чиновникам приховувати й розкрадати значну частину зборів. Одночасно з цим було передбачено нестягування податків при неврожаї та голоді, видача позик грошима і зерном.
Акбар скасував податки на немусульман і принизливий для індусів подушний податок. У всій імперії була введена єдина система мір і ваг, а також єдиний сонячний календар, оснований на даних таблиць Улугбека. Величезне значення падишах приділяв розвитку торгівлі, яку зав'язав навіть з європейцями. Прагнучи розширити панування Могольської імперії в Індії та залучити на свій бік індуське суспільство, Акбар активно залучав індуських раджів на важливі посади в державі й армії.
Адміністративними реформами, поступками феодалам і спробою об'єднати різні релігійні течії в нову релігію Акбар намагався централізувати свою державу. Останніми роками свого правління він вів загарбницьку війну проти афганських племен і підкорив Кашмір. У результаті завоювань межі Могольської держави простяглися від Балху на півночі, до Ґодаварі на півдні включно з Кашміром та сучасним Афганістаном.

## Управління

### Політична структура
Система центрального управління Акбара базувалася на системі, що склалася з часів Делійського султанату. Акбар реорганізував секції за допомогою детального набору правил. Відділ доходів очолював вазір, ввідповідальний за фінанси та управління землями джагірів та інамів. Очільник війська називався мір-бакші, його призначали з-поміж провідних вельмож двору. Мір-бакші відповідав за збір розвідувальної інформації та давав імператору рекомендації щодо військових призначень і просування по службі. Мір саман відповідав за імператорське господарство, включаючи гареми, а також наглядав за функціонуванням двору та царської охорони. Судова влада була окремою організацією на чолі з головним казі, який також відповідав за релігійні вірування та обряди.

### Оподаткування
Акбар реформував управління земельними доходами, прийнявши систему, яку використовував Шер Шах Сурі. Село продовжувало залишатися основною одиницею оцінки доходів. Оброблювані площі вимірювалися та оподатковувалися за фіксованими ставками — на основі цін, які переважали при імператорському дворі — залежно від виду культури та продуктивності. Ця система обтяжувала селянство, оскільки ціни при імператорському дворі часто були вищі, ніж у сільській місцевості. Акбар також запровадив децентралізовану систему щорічного оцінювання, що призвело до корупції серед місцевих чиновників.  Ця система була скасована у 1580 році та замінена на дахсалу (також відому як забті), за якою дохід розраховувався як третина середнього врожаю за попередні десять років, що мала сплачуватися державі готівкою. Пізніше ця система була вдосконалена з урахуванням місцевих цін і групуванням районів зі схожою продуктивністю в оціночні круги. Селянам надавали пільги, коли врожай не збирався під час повені або посухи. Система dahsala була викладена раджею Тодаром Малом, який також служив офіцером доходів при Шер Шах Сурі, у детальному меморандумі, поданому імператору в 1582–1583 роках.  У деяких районах продовжували застосовуватися інші місцеві методи оцінки.  Землі, які були під паром або не оброблялися, оцінювалися за пільговими ставками.
Акбар також заохочував вдосконалення та розширення сільського господарства. Заміндари повинні були надавати позики та сільськогосподарські знаряддя в разі потреби, а також заохочувати селян орати якомога більше землі та сіяти високоякісне насіння. У свою чергу, заміндарам надавалося спадкове право збирати частку врожаю. Селяни мали спадкове право обробляти землю за умови сплати земельного податку.  Чиновникам, які займалися збором податків, гарантувалося тільки три чверті платні, а чверть, що залишилася, залежала від повної реалізації ними нарахованого доходу.

### Збройні сили та військова організація
Акбар організував свою армію та знать за допомогою системи під назвою мансабдарі . Згідно з цією системою, кожному офіцеру в армії присвоювали чин  (мансабдар) і призначали кількість кавалерії, яку він мав постачати до імператорської армії. Мансабдари поділялися на 33 класи. Три вищих командних чини, від 7 000 до 10 000 солдатів, зазвичай призначалися для принців. Ранги від 10 до 5000 призначалися іншим представникам дворянства.  Постійна армія імперії була невеликою, і імперські війська в основному складалися з контингентів, яких утримували мансабдари. Людей зазвичай призначали на низьку посаду мансаб, а потім підвищували на основі заслуг і прихильності імператора. Кожен мансабдар повинен був утримувати певну кількість кавалеристів і вдвічі більшу кількість коней.Кількість коней була більшою, оскільки під час війни вони мали відпочивати та швидко замінюватися. Акбар вживав суворих заходів для того, щоб якість збройних сил підтримувалася на високому рівні; коней регулярно оглядали та зазвичай використовували лише арабських коней. Мансабдари були найбільш високооплачуваною військовою службою у світі на той час.

### Столиці

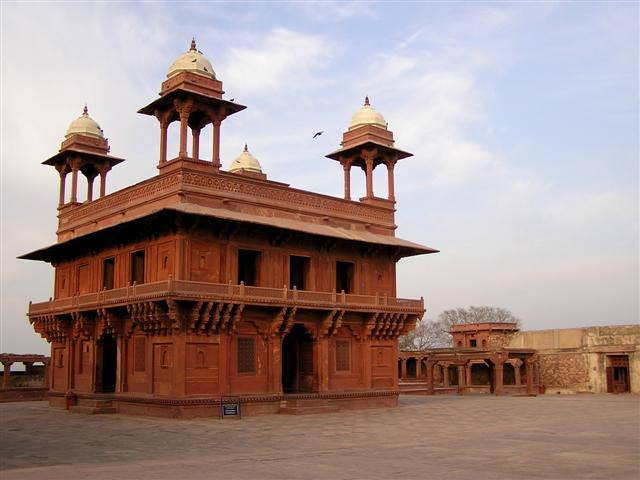
Diwan-i-Khas (Зал приватних аудієнцій) у Фатехпур Сікрі

Акбар був послідовником Саліма Чишті, святого чоловіка, який жив у регіоні Сікрі поблизу Агри. Вважаючи цю місцевість щасливою, Акбар побудував там мечеть для священника. Згодом він відсвяткував перемоги над Чіттором і Рантхамбором, заклавши у 1569 році за 23 милі (37 км) на захід від Агри нову обнесену мурами столицю, яку назвали Фатехпур («Місто Перемоги») після завоювання Гуджарату в 1573 році, а згодом стали називати Фатехпур Сікрі, щоб відрізняти його від інших міст з такою ж назвою. Незабаром місто було покинуте, а столицю перенесли до Лахору в 1585 році.  Історики висунули кілька причин цього переїзду, серед яких недостатнє або неякісне водопостачання у Фатехпур Сікрі, походи Акбара на північний захід імперії або втрата інтересу. У 1599 році Акбар переніс свою столицю назад до Агри, де правив до самої смерті. 

### Культура
Акбар був покровителем мистецтв і культури. Він перекладав санскритську літературу та брав участь у місцевих фестивалях. Акбар заснував бібліотеку Фатехпура Сікрі виключно для жінок і видав указ про заснування шкіл для навчання як мусульман, так і індуїстів по всьому царству.  Він також заохочував перетворення палітурної справи на високе мистецтво. 

## Економіка

### Торгівля
Уряд Акбара надавав пріоритет комерційній експансії, заохочуючи торговців, забезпечуючи захист і безпеку угод та стягуючи низькі митні збори для стимулювання зовнішньої торгівлі.  Він також вимагав від місцевих адміністрацій відшкодування збитків торговцям за товари, вкрадені під час перебування на їхній території. Щоб звести до мінімуму такі інциденти, для патрулювання доріг та забезпечення безпеки торговців були залучені загони дорожньої поліції, які називалися рахдарами. Інші активні заходи включали будівництво та захист шляхів торгівлі та комунікацій. Акбар доклав цілеспрямованих зусиль для покращення доріг, щоб полегшити використання колісних транспортних засобів через Хайберський перевал, найпопулярніший маршрут, яким користувалися торговці та мандрівники, що прямували з Кабула до Індії Великих Моголів.  Він також стратегічно окупував північно-західні міста Мултан і Лахор у Пенджабі та побудував форти, такі як форт Атток біля перетину Великої магістральної дороги та річки Інд. Він також побудував мережу менших фортів, які називаються танами, вздовж кордону, щоб убезпечити сухопутний торговельний шлях з Персією та Центральною Азією. Він також заснував міжнародний торговельний бізнес для своєї головної дружини Маріам-уз-Замані, яка вела широку торгівлю індиго, прянощами та бавовною до країн Перської затоки за допомогою торгових суден.

### Монети

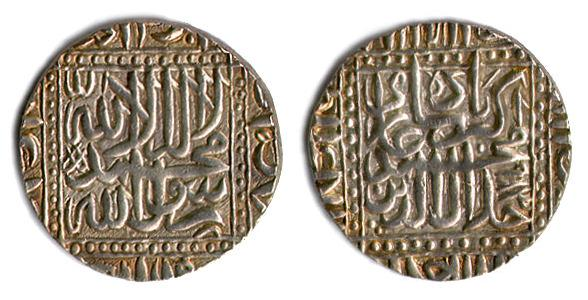
Срібна монета Акбара з написами Ісламської декларації віри; декларація гласить: Немає бога, крім Аллаха, і Мухаммад є посланцем Аллаха.

Акбар представив монети з декоративними елементами, включаючи квіткові мотиви, пунктирну облямівку та чотирилисник. Монети випускалися як круглої, так і квадратної форми,  включаючи унікальну монету у формі «мехраба» (ромбика). Золота монета Акбара з портретом (мохур) зазвичай приписується його синові, принцу Саліму (пізніше імператору Джахангіру), який повстав, а потім шукав примирення, викарбувавши та подарувавши своєму батькові золоті Мохури з портретом Акбара. У другій половині правління Акбара на монетах зображували концепцію нещодавно проголошеної Акбаром релігії: тип «Ілахі» і тип «Джалла Джалал-Ху».

## Смерть і спадщина

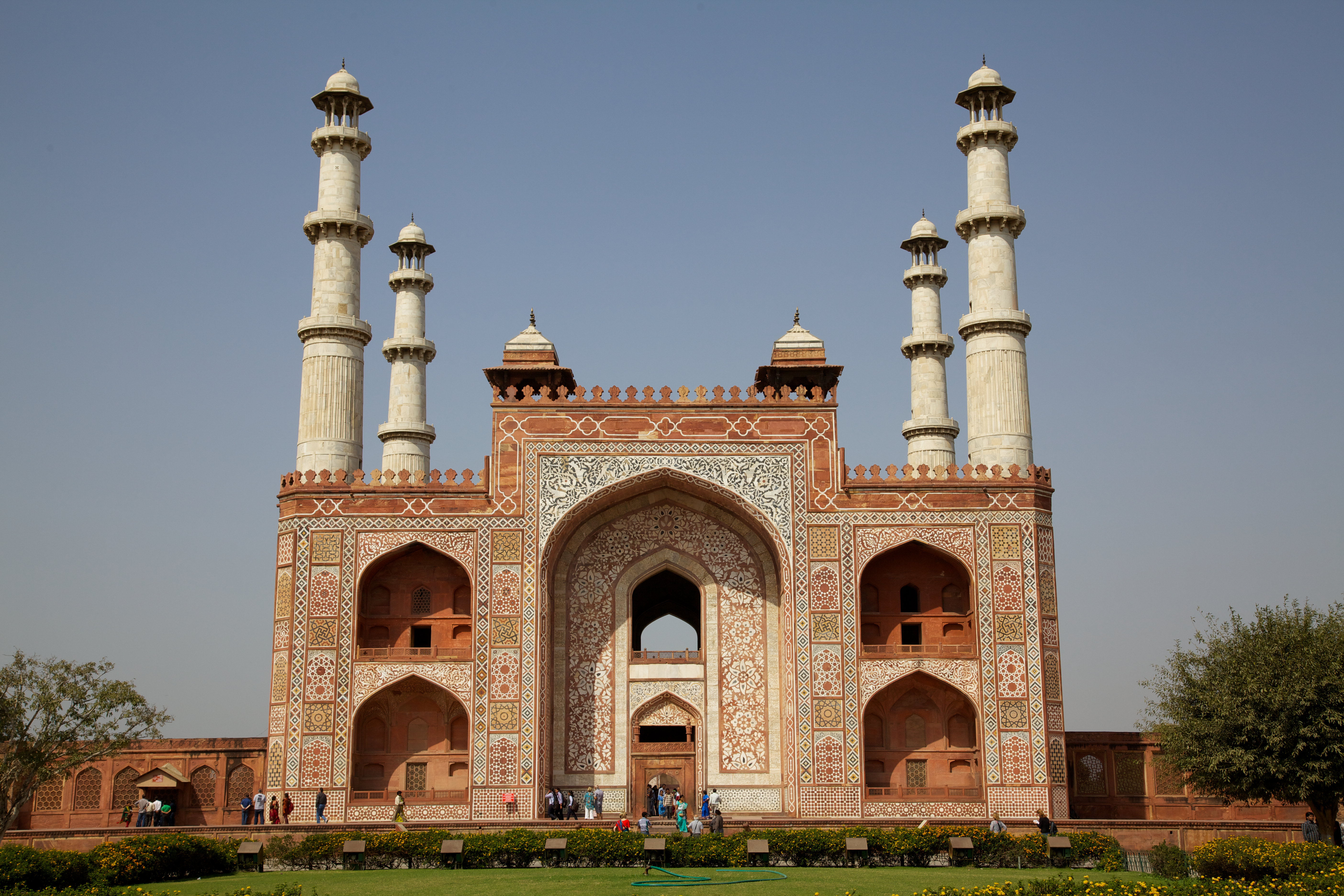
Мавзолей Акбара в Сікандрі (Агра)

3 жовтня 1605 року Акбар захворів на дизентерію, від якої так і не одужав. Вважається, що він помер 26 жовтня 1605 року. Він був похований у своєму мавзолеї в Сікандрі, Аґра, який знаходиться за кілометр від могили Маріам-уз-Замані, його улюбленої та старшої дружини.
Акбар залишив багату спадщину як для держави Великих Моголів, так і для індійського субконтиненту в цілому. Він міцно вкорінив авторитет держави Великих Моголів в Індії та за її межами, після того, як ліквідував загрозу з боку афганців під час царювання його батька, встановивши свою військову і дипломатичну перевагу. Під час його правління, характер змін набув рис світського і ліберального, з акцентом на культурну інтеграцію. Він також представив кілька далекоглядних соціальних реформ, у тому числі заборону саті, легалізацію повторного шлюбу для вдів і підвищення віку вступу в шлюб.
Журнал «Тайм» включив його ім'я у свій список Top 25 світових лідерів.

## Дружини та діти
Від 30 дружин і безлічі наложниць у падишаха Акбара народилося шість синів і шість дочок, половина з яких померли в ранньому віці або в дитинстві:
- (з 1552) Шахзаді Рукій Султан-бегум Сахіба (1542-1626), головна дружина падишаха, дочка шахзаді Мухаммада Хіндал-Мірзи ;
- наложниця Бібі Арам Бахш ;
  - шахзаді Хасан-Мірза (1564-1564);
  - шахзаді Хусайн-Мірза (1564-1564);
- (з 1562) Маріам уз-Замані-бегум Сахіба (пом. 1623), уроджена Раджкумарі Хіра Кунварі Сахіба (Харша Бай), дочка раджі Дхундхара Бхармала, головна дружина падишаха;
  - падишах Нурад-Дін Мухаммад Джахангір (1569-1627);
  - шахзаде Султан Даніал-Мірза (1572-1604), субадар Берара (1599-1604) і Хандеша (1601-1604), помер від білої гарячки ;
- дружина Бібі Саліма Султан (пом. 1599);
  - шахзаде Султан Мурад-Мірза (1570-1599), субадар Берара (1596-1599), помер від пияцтва;
- ?
  - шахзаді Султан Хушру-Мірза.

## Цікаві факти
Акбар не вмів писати і читати, проте любив, щоб йому книги читали вголос. За його наказом багато книг із санскриту було перекладено перською мовою.

## Акбар у культурі

### У літературі
- Салман Рушді «Флорентійська чарівниця» / «The Enchantress of Florence» (2008)
- Алекс Ратфорд «Владика світу»/ «Ruler of the World» (2011)
- Гербер Денис «Ангел, що стоїть на сонці»
- Шрі Чінмой «Могольські імператори»/ Sri Chinmoy «The Moghul Emperors», (2000)

### У кінематографі
- Великий Могол (1960)
- Джодха та Акбар (2008)
- Джодха та Акбар: Історія Великої любові (серіал) (2013)

### У комп'ютерних іграх
- В Age of Empires III: The Asian Dynasties Акбар представлений як лідер іграбельної цивілізації Індії
- У Sid Meier's Civilization V представлений як один із Великих Генералів